# Dulius Silanus

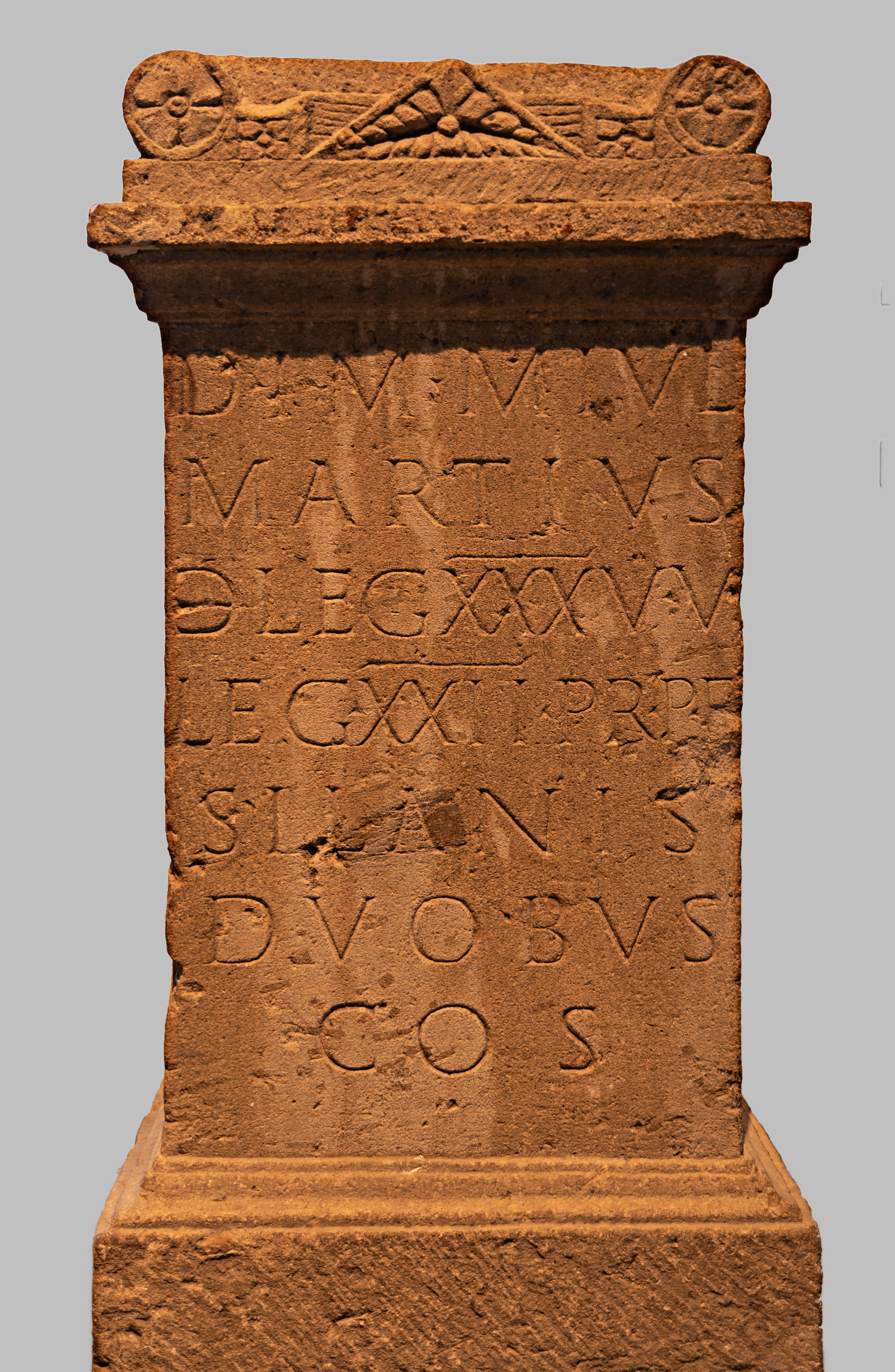
Weihealtar eines Zenturios aus dem Jahr 189, als die inschriftlich genannten Dulius Silanus und Servilius Silanus (duobus Silanis) das ordentliche Konsulat ausübten

Dulius Silanus († 190/192) war ein römischer Politiker und Senator Ende des 2. Jahrhunderts n. Chr.
Die Laufbahn des Silanus ist völlig unbekannt. Silanus war im Jahr 189, zusammen mit Quintus Servilius Silanus, ordentlicher Konsul. Das Konsulat wird in der Literatur auch als duobus Silanis bezeichnet. Er wird nur in der Proskriptionsliste der Historia Augusta erwähnt. Dort heißt es, dass Silanus 190/192 auf Befehl des Kaisers Commodus hingerichtet wurde.
Das Gentilnomen Dulius ist sicher nicht korrekt. Seit Barbieri wird der Name zu Decimus Iulius Silanus ergänzt, was aber unwahrscheinlich ist, da in der Vita Commodi die Vornamen meist fehlen und kein weiterer Iulius mit dem Cognomen Silanus aus den großen Familien des Reiches bekannt ist.